# EX-326
La carretera EX-326 es de titularidad de la Junta de Extremadura. Su categoría es local. Su denominación oficial es  EX-326 , de EX-303 a Villar del Rey.